# 水谷文二郎
水谷 文二郎（みずたに ぶんじろう、1896年5月9日 - 没年不明）は、日本の撮影技師、編集技師である。初期名水谷 文次郎（読み同）、のちに水谷 至宏（みずたに のりひろ）と改名した。

## 人物・来歴
1896年（明治29年）5月9日、東京府東京市（現在の東京都）に生まれる。
1915年（大正4年）、日活向島撮影所に入社する。
1920年（大正9年）、松竹キネマの設立に参加、同年、松竹蒲田撮影所製作、小山内薫総指揮、村田実監督による『光に立つ女』を手がけ、翌1921年（大正10年）、松竹キネマ研究所製作、小山内薫指導、村田実監督による松竹キネマの記念碑的作品『路上の霊魂』を手がける。同撮影所がハリウッドから招聘した撮影技師・映画監督のヘンリー小谷に学び、日本映画の技術的近代化に寄与した。
1930年（昭和5年）11月15日公開、牛原虚彦監督の『若者よなぜ泣くか』以降、「水谷至宏」と改名している。五所平之助監督による日本初の本格的トーキー『マダムと女房』に技術的研究段階から関わり、1931年（昭和6年）、撮影を手がけ、同年8月1日の公開となった。　
外見や身振りがダンディで、同撮影所の女優に人気のカメラマンであった。1936年（昭和11年）に撮影所の移転により、松竹大船撮影所に異動になり、同年製作・公開の島津保次郎監督の『家族会議』、同じく『男性対女性』を手がけたのちの消息が不明である。

## おもなフィルモグラフィ
- 『光に立つ女』 : 総指揮小山内薫、監督村田実、1920年
- 『路上の霊魂』 : 指導小山内薫、監督村田実、1921年
- 『不如帰』 : 監督池田義臣、1922年
- 『幽芳集 乳姉妹』 : 監督野村芳亭、1930年
- 『進軍』 : 監督牛原虚彦、1930年
- 『若者よなぜ泣くか』 : 監督牛原虚彦、1930年
- 『マダムと女房』 : 監督五所平之助、1931年
- 『上陸第一歩』 : 監督島津保次郎、1932年
- 『婦系図』 : 監督野村芳亭、1934年
- 『家族会議』 : 監督島津保次郎、1936年 - 桑原昂と共同撮影・編集技師兼務
- 『男性対女性』 : 監督島津保次郎、1936年 - 編集技師兼務

## 註
1. 1 2 3 4 5 6 7 8 9 10 11 12  シリーズ・日本の撮影監督 2、東京国立近代美術館フィルムセンター、2010年3月1日閲覧。
2. 1 2 3  Bunjiro Mizutani, Internet Movie Database, 2010年3月1日閲覧。
3. 1 2  水谷文次郎・水谷文二郎、日本映画データベース、2010年3月1日閲覧。
4. ↑  若者よなぜ泣くか、日本映画データベース、2010年3月1日閲覧。
5. 1 2 3  水谷至宏、日本映画データベース、2010年3月1日閲覧。